# Gmina Majšperk
Majšperk – gmina w Słowenii. W 2002 roku liczyła 4 005 mieszkańców.

## Miejscowości
Miejscowości wchodzące w skład gminy Majšperk:

- Bolečka vas
- Breg
- Doklece
- Dol pri Stopercah
- Grdina
- Janški Vrh
- Jelovice
- Koritno
- Kupčinji Vrh
- Lešje
- Majšperk – siedziba gminy
- Medvedce
- Naraplje
- Planjsko
- Podlože
- Preša
- Ptujska Gora
- Sestrže
- Sitež
- Skrblje
- Slape
- Spodnja Sveča
- Stanečka vas
- Stogovci
- Stoperce
- Zgornja Sveča